# 上柳昌彦 あさぼらけ
『上柳昌彦 あさぼらけ』（うえやなぎまさひこ あさぼらけ）は、ニッポン放送の制作により、NRN系列局ほかで2016年3月28日から放送されている上柳昌彦の冠番組で情報バラエティ番組である。

## 概要
ニッポン放送の2016年春の改編にて、前番組であった『山口良一 今日もいきいきあさ活ニッポン』の平日早朝放送枠を、金曜午後のワイド番組を担当していた上柳が早朝帯の生ワイド番組として担当することになり、過去に『オールナイトニッポン2部』を担当していたので、30年ぶりに早朝時間帯の番組を担当することになる。それまで平日深夜に始まり、様々な時間枠を担当してきた上柳は、自分が最後に担当出来るワイド番組は平日の早朝枠しかないだろうと思っていたことから、どうしても担当したいと思い、話を受けた時には二つ返事で引き受けたという。
その背景として、2019年6月21日より同社の社長を務める檜原麻希が編成局長だった頃、上柳へ「こういう枠（＝つまり平日早朝時間帯）なんですけどどうか。」と打診が来た。上柳自身も前述のことも含め「ANNの月曜2部上がりなので、なんとなく、あの時間帯・あそこの枠がいいなと思っていた」ということ、また、「今後のスタッフの働き方のトライアルで作家やADがいない形でディレクターとミキサーのみで、実験的にやってみよう」という提案を面白がって受けた、とも語っている。実際このことは番組の中で幾度も語っており、上柳自身もメールチェックや新聞記事の選定に携わる。なお、地方局ではこのようなスタイルは多いほか、すべてを一気に引き受けるワンマンスタイルも多くみられるが、在京や在阪の多くの局は分業がふつうである。上柳によれば、当番組のミキシング業務は『オールナイトニッポン』を、一部の生原稿コーナー『オールナイトニッポン0(ZERO)』を兼務しており、番組変更やスタッフ異動の度に当番組でも配置替えが起こっている。2023年7月26日に大沢和隆が番組を離れ、番組開始時から携わり続けているのは上柳のみとなった。
当該番組は、いわゆるアクティブシニアをターゲットに「新鮮な情報」と「好きな音楽」を放送しながら、トークを繰り広げる事をコンセプトとする根底は前番組から引き継ぎつつ、上柳のフットワークを活かして、「リアルな体験」をリスナーに対して伝える 番組構成としている。「眠い朝、辛い朝、元気な朝...それぞれの気持ちをもって朝を迎える皆さん一人一人に その日一日を10％前向きになってもらえるように心がけているトークラジオ。」を番組全体の主題としており、しばしば「一人一人に様々な理由があって聴いている運命共同体のようなもの」という言葉を用いる。番組宣伝では「超リスナー参加型早朝ラジオ」ともいう。
元々はシニア層ターゲットだったが、後述するようにWANIMAを皮切りに『オールナイトニッポン0(ZERO)』のパーソナリティが引き継ぎがてら上柳を弄るようになって以降、『オールナイトニッポン』や『オールナイトニッポン0(ZERO)』の流れで10代20代リスナーも続けて聴取している、海水と川の水（淡水）が混じりあった汽水域みたいな番組と上柳は語る、老若男女に愛されつつある番組となる。そのようなこともあって、この番組は「オールナイトニッポン3部」と呼ばれることもある。
番組タイトルは、小倉百人一首の中の名詞である「朝朗け」から「朝がだんだんと夜から白々とあけるあたり」を意味している。 番組が新番組として始まる前に上柳は有楽町駅のホームで新幹線ドクターイエローを見て、きっといいことが起きるかも知れないと予感し、自ら番組タイトルとして案を出し命名した。
上記のような流れはあるが、ほとんどの放送局が5:00を境に編成が変わり、多くの局が4:30の扱いでネットワークされることを意識してか、上柳は「おはようございます」とは挨拶するものの「4時台は深夜番組（オールナイトニッポンの続き）、5時台は早朝番組、1粒で2度おいしい」という言い回しを用いる。
後述のように1月1日は放送が休止され、新春特別番組が放送される。ところが2021年はそれが廃止され、11:00までレギュラー番組が放送されることとなった。当番組も『上柳昌彦 あさぼらけ 初日の出前放送局』として、あさぼらけテレフォンを主軸とした特別企画を送った。
2025年春の改編からはラジオ関西及びSTVラジオでは4時台に加え、これまでニッポン放送のみの放送だった5時台のネットを開始する。

## 出演者

### パーソナリティ
- 上柳昌彦（フリーアナウンサー）※番組開始時の肩書きはニッポン放送アナウンサーであったが、2017年8月末付で定年退職し、同年9月から
子会社への所属となり、現在の肩書きとなった。

### ニュースキャスター
全員、ニッポン放送報道部所属の記者及び契約アナウンサー
- 月曜：渡辺一宏 - 2016年3月28日 - （以前は金曜も担当。ただし、木曜夜間にデスクを担当しており、遠藤が休暇などで出演できない場合は代行する）
- 火曜：上村貢聖 - 2016年3月31日 - （以前は木曜担当）
- 水曜：柿崎元子 - 桜林美佐の後任として2018年8月7日 - （以前は火曜担当）2022年5月4日 - ※隔週で担当
- 水曜：佐藤哲也 - 2022年5月11日 - ※隔週で担当
- 木曜：岡宏 - 山本剛士の配置移動で2020年11月11日 - （以前は水曜担当）
- 金曜：遠藤竜也 - ニュースデスクの配置移動で2022年7月8日 -

#### ニュースキャスターの変遷
- 月曜：高橋良一（くり万太郎） - 2019年8月11日のみ
- 火曜：桜林美佐 - 2016年3月29日 - 2018年7月31日
- 火曜：柿崎元子  - 2018年8月7日 - 2021年3月30日
- 水曜：山本剛士 - 2016年3月30日 - 2020年11月4日
- 水曜：岡宏 - 2020年11月11日 - 2021年3月31日
- 木曜：上村貢聖 - 2016年3月31日 -2021年4月1日
- 金曜：畑中秀哉 - 2016年4月1日 - 2019年4月2日
- 金曜：渡辺一宏 - 2019年4月9日 - 2022年7月1日

### その他出演者（あさぼらけアベンジャーズ）
上柳の夏季若しくは病欠休暇に伴うピンチヒッターで、代理パーソナリティの名前が番組の冠となる。清野、一之輔、淵澤以外は全員ニッポン放送局アナウンサー若しくは契約アナウンサー、解説委員である。2022年に上柳の代役を務めるころから『（あさぼらけ）アベンジャーズ』という通称がついている。
- 渡辺一宏 - 2016年7月25日 - 29日、2017年7月25日・26日[9]、9月26日・27日、2023年8月17日[注釈 8]、9月14日[注釈 9]、2024年1月25日[注釈 10]、2月8日[注釈 11]、9月12日[注釈 9]
- 箱崎みどり - 2017年7月24日、2022年10月27日[注釈 12]
- 清野茂樹（フリーアナウンサー） - 2017年7月27日・28日[10]
- 松本秀夫 - 2017年12月15日[注釈 13][11]、2020年9月22日、2022年6月28日、10月17日 - 10月20日[注釈 12][12]、2023年8月18日[注釈 8]、9月11日[注釈 9]、2024年1月23日[注釈 10]、1月29日 - 31日、2月6日[注釈 10]
- 師岡正雄 - 2017年12月18日 - 20日[注釈 13][13]、2020年9月25日、2022年6月29日[14]
- 煙山光紀 - 2017年12月21日・22日[注釈 13]、2020年9月23日、2022年7月1日[15]、9月6日[注釈 14][16]
- くり万太郎[注釈 15] - 2018年8月29日 - 31日[17][注釈 16]、9月24日 - 26日[18]、10月1日[19]、2020年9月21日、2022年6月27日[20]、9月5日[21]・8日[注釈 14]、10月24日・31日[注釈 12]、2023年8月15日[注釈 8]、9月12日[注釈 9]、2024年1月22日、2月5日[注釈 10]、9月9日[注釈 9]
- 山内宏明 - 2020年9月24日
- ひろたみゆ紀 - 2022年6月30日[22]、9月7日[注釈 14][23]、10月12日・14日・21日・26日[注釈 12]・28日[注釈 17]、2023年8月16日[注釈 8]、9月13日[注釈 9] 、2024年1月24日、2月7日[注釈 10]、9月11日[注釈 9]
- 春風亭一之輔（落語家） - 2022年9月2日[24][注釈 18]
- 内田雄基 - 2022年9月2日 [注釈 18]、10月28日[注釈 12][注釈 17]、2024年9月13日[注釈 9]
- 森田耕次 - 2022年10月13日・25日、11月1日[注釈 12][注釈 19][25]、2023年9月15日[注釈 9]、2024年1月26日[注釈 10]、2月9日[注釈 20]、9月10日[注釈 9]
- 淵澤由樹（フリーアナウンサー） - 2024年1月19日[注釈 21]
- 新行市佳 - 2024年1月19日[注釈 21]、2月1日・2日[注釈 10]

## タイムテーブル
合間を縫って今週のメール・おたよりのテーマ、「きのうの日記」と題したフリーメッセージ、リクエストを紹介。5時台では『うえやなぎまさひこのサプライズ!』で使用していた「うえちゃん! 今、何時?」のジングルを用いて時刻告知を行うことがある（主に5:30頃と5:40頃）。また夏場で早朝から暑い日は番組男性スタッフの声で収録した「うえちゃん! 今、何度?」のジングルで、ニッポン放送の屋上にある温度計の温度を伝えるときもある。これは『上柳昌彦 あさぼらけ』には『上柳昌彦のお早うGoodDay!』や『飯田浩司のOK! Cozy up!』などにおけるショートジングルがないためのものである。

### 4時台
- 火 - 金曜はこの4時台のみ全国ネットで放送されているが、月曜は関東ローカルでの放送となる（不定期）。
  - 4:30 オープニング、全国と関東の天気
    - 直近の事象、または直前に放送された『オールナイトニッポン』や『オールナイトニッポン0(ZERO)』の内容やトピックス、あるいはムチャぶりに触れた後[注釈 24]、「○月○日○曜日。上柳昌彦、あさぼらー…けっ」[注釈 25]とタイトルコールを入れてテーマ曲が流れる。ただし、深夜早朝の大きく世間を動かす話題や気象などの有事の話題がある場合はタイトルコールから開始する。新規ネット局がある場合は、その紹介も行う
    - この件について、しばしばラジオ長屋のお隣さん、とも表現する。上柳は当初ほぼ一方的に触れることが多かった。これはもともと自身が深夜放送を聴きながらウダウダするという習性があり、本人が気になったワードを拾い上げているだけだという。ANN0終わりには時報もステーションブレイクもないため、「ここから朝のワイド番組です」っていう感じでもないよなという印象を受けていたこともある。WANIMAが上柳を弄るようなフリをしたころから全番組が橋渡しコメントをするようになり、Xから1部・1部から2部へのつなぎと似た構成となっている[注釈 26]。当番組開始時にオールナイトニッポンのチーフプロデューサーになった冨山雄一は「上柳さんが持っている“長屋感”というか、番組の前後とか横同士が親しい関係値になるという空気感を持っていたので、WANIMAとか、水曜のANN0を担当していた新内眞衣さんとかがきっかけになった…という印象です。」と語り、続けて上柳へのリスペクトを通じて「ラジオは、地続きのものでもあるので、それで考えたら、朝ドラ受けじゃないですが、上柳さんANN受けが楽しみになる形がすごくいいな[注釈 27]と、これは始まってみてから感じた。今では、僕の認識としては『あさぼらけ』は事実上、ANN3部みたいな位置づけです」と印象を語っている。[28]。
    - テーマソングである「Hitchin' A Ride（夜明けのヒッチ・ハイク）／Vanity Fare」は1969年にイギリスで発売された曲。上柳はこの曲に出会って以降、「いつか早朝時間帯に番組を受け持つならテーマ曲にしたい」と思っていたという。
    - 冒頭コメントの流れから数分のフリートークを行い、天気予報は多くの場合ここで読まれる。なお、2019年3月まで木曜は『乃木坂46 新内眞衣のオールナイトニッポン0(ZERO)』の最後で「マイタウン天気予報」のコーナーがあった為[注釈 28][注釈 29]ニュースの後に回していた。その他、気象に関して大きな事象がある場合や、その兼ね合いで日本気象協会に回線をつなぐ場合はニュースの後に付随させる形とする。
    - タイトルコールの後、フリートークの頭で挨拶する際に「おはようございます、4時30分を回りました。〇〇さんの『オールナイトニッポン0(ZERO)』に続きましては今日も今日とて あさぼらけ、お付き合い頂きましょう」という表現を必ず行う。この言葉は「今日は今日とは言っても…」を意味し、「昨日と同じような今日だけど」などいう意味を持つ[29]が、上柳はそれも踏まえ「そんな日々だけど、今日もやりますか」という思いを込めているという[30][31][注釈 30]。このフレーズは初回からは使用されておらず、リスナーが調査した結果、2016年7月13日からであることが判明した。その後に火曜日は、火曜日からその週の放送が始まるニッポン放送以外のネット局に向けて「今週も宜しくお願いします。」と挨拶し、金曜日は「今週もお付き合い頂きありがとうございます」と挨拶する。
    - この後の1曲目は最新ヒット曲やリリース直近の楽曲からのセレクトが多い。これは「最新の曲をみんなで聴きたい」という意向から。『オールナイトニッポン』シリーズのパーソナリティである場合は現役・卒業を問わず触れる。なお、有事の場合やゲスト対談、「ウルトラヒットの道標」が控えている場合は往々にして曲をカットしてニュースを先に伝える。
    - 月曜日に4:30からスタートする場合は原則ニッポン放送のみとなるため冒頭の挨拶も、「○月○日月曜日。ニッポン放送、上柳昌彦、あさぼらー…けっ」と、5時台と同じパターンを使用。構成も火 - 金曜とは違う流れとなる。

  - 4:40 朝一番のニュース
    - ニュースデスクが担当。上柳や報道部キャスターが掛け合いながら進行する。番組開始当初は上柳が担当していたが、2018年9月27日の休み明けから喉の不調を訴えたため一時的にニュースデスクが担当することになり、そのまま担当を変えた。これは5時台後半のニュースも同様。11月からはニッポン放送のみで流れる汎用のニュースジングルが流れている。

  - 4:45 メール・おたよりの紹介、リクエスト紹介
    - 不定期でゲストとの対談を届ける。この対談は井上苑子や新内眞衣、WANIMAや村山仁志(長崎放送アナウンサー)のように生出演になる場合もあれば、事前収録になることもある。基本的に収録だが、井上・新内・WANIMAは自身の放送終わりでそのまま出演。村山は自身の著書の舞台化にあわせて上京がてら出演。
    - 聴取率調査週間では、一人もしくは一組のアーティストに的を絞って改めて話を聞いていく「ウルトラヒットの道標」の前半戦を行うことがある。
    - このあと4:56頃をメドに4時台のエンディング曲となるが、水曜日のこの時間は「バトン・ソングス」の企画の一環で大切な誰かに届けたい楽曲をバトン形式で届けるコーナーとなっている。もともと『安東弘樹 Let’s Go Friday』で行われていたものであり、番組終了とともに移行した。
    - 金曜日はこの時間で飛び降りとなるネット局のリスナー向けに「来週のメール・おたよりのテーマ」を発表。また、「ニッポン放送・STVラジオ・ラジオ関西以外でお聴きの方とは、（4時台エンディング曲）でお別れとなります。」旨のコメントに続き曲紹介を行う。この後に地方局のリスナーに向けて「この後（の放送）もよろしければradiko[注釈 31]で。でも地元のラジオも大切に」と添えて締めることもある。

  - 4:59 ここでSTVラジオ・ラジオ関西以外のネット局は飛び降り。
    - 多くの局が5:00を24時間放送の基点時間としているため、局名告知の時間を設ける都合上、4:58までにはコメントを切り上げるように構成。これは前番組の『山口良一 今日もいきいきあさ活ニッポン』や『オールナイトニッポン』シリーズを5時まで放送するときも同様である。

### 5時台
- 5時台はニッポン放送及びSTVラジオ・ラジオ関西のみ放送。
  - 5:00 5時台オープニング、関東地方・兵庫・北海道の天気
    - 月曜はこの時間から開始。ここでも曜日とタイトルコールが発されるが、4:30と異なり「○月○日○曜日。ニッポン放送、上柳昌彦、あさぼらー…けっ」と文言が一部加えられている（STVラジオ・ラジオ関西の5時台ネット開始後も継続）。
    - その後の挨拶も「おはようございます、5時を回りました。あさぼらけです、上柳昌彦です。お目覚めはいかがでしょうか。今日も今日とて （そして今週も）あさぼらけ、お付き合い頂きましょう」（カッコ内は月曜のみ）と若干変わる。
    - 月に一度放送される『高嶋ひでたけのオールナイトニッポン月イチ』が生放送回の場合は高嶋ひでたけとクロストークを行うこともある。

  - 5:05 朝の産経新聞ニュース
    - ニュースデスクが担当。
    - 2018年3月までは「5時のニッポン放送ニュース」

  - 5:10 スポーツニュース（主にプロ野球の結果と大相撲前日の取り組み。月曜日はゴルフや競馬の結果、高校野球シーズン中はその結果など情報量が増える。ただし掛け合いが長引いた場合は後回しにする。）
  - 5:12 朝刊一面バッサバサ
    - もともとコーナー名をつけないままに朝刊一面の記事を紹介していたが、「新聞チョキチョキ」に合わせるかのようにコーナー名がついた。

  - 5:15 （水曜）あけの語りびと 〜こころを託す物語〜／（そのほかの曜日）メール・おたよりの紹介、リクエスト紹介
    - 不定期でゲストとの対談を届ける。
    - 聴取率調査週間では、一人もしくは一組のアーティストに的を絞って改めて話を聞いていく「ウルトラヒットの道標」の後半戦を5:30頃まで行う。

  - 5:25 （月曜・金曜）食は生きる力 今朝も元気にいただきます／（火曜）元気をチャージ！ごりごりタイム／（木曜）観音温泉るんるんタイム
    - コーナーの無い日はメールの紹介、リクエスト紹介
    - 金曜日はここで改めて「来週のメール・おたよりのテーマ」を発表。
    - 3月31日、ないしは31日に最も近い年度末最後の放送ではここで『上柳昌彦のお早うGoodDay!』から続く「制服を聴く会」を行う。

  - 5:30 このあとの「ラジオリビング」商品紹介・メッセージ紹介
  - 5:35 『心のともしび』
  - 5:40『OK! Cozy up!』番組案内・メッセージ紹介・インフォマーシャル
    - 2021年3月まではニュースデスクによるニッポン放送ニュース。
    - 『OK! Cozy up!』番組案内は『心のともしび』の終了後に『あなたとハッピー!』の番宣CM・上述の時刻案内をしてから行う。出演コメンテーターの紹介と番組内で取り上げるニュース項目の案内。空いた時間でメッセージを紹介。ただし、聴取率調査週間はエンディングパートでクロストークを行うため、案内をせずにメッセージを紹介。
    - スポンサーからのインフォマーシャルがある場合はこのパートで行う。

  - 5:45 新聞チョキチョキ
    - 番組内で紹介しきれなかった新聞の切り抜きと東京の天気、日の出・日の入り時刻を紹介。聴取率調査週間では、ここのコーナーで紹介した内容を「キーワードクイズ」として出題する。

  - 5:50 ニッポン放送ラジオリビング
    - 年末年始の休止中はメッセージ紹介枠。
    - 年内最後（おおむね大晦日）の放送日に当たる場合、『うえやなぎまさひこのサプライズ!』から続く「舟唄を聴く会[32]」をここで行う[注釈 32]。2023年12月29日放送回で第20回を迎えた[注釈 33]。

  - 5:55 エンディング
    - 聴取率調査週間は隣のスタジオにいる『OK! Cozy up!』の飯田浩司、新行市佳（月 - 木曜）・内田雄基（金曜）[注釈 34] とのクロストーク。
    - 番組の最後は「（今日も一日）ご安全にお過ごしください。上柳はここまで、この後は『Cozy up!』です。」と締める。「ご安全にお過ごしください」のフレーズは工事現場などで使用される挨拶であるが、以前別番組でそのことを聴いた上柳がそのフレーズを気に入り、「機会があれば番組で言いたい」と思っていたという。
    - 最初の頃はエンディングでスタッフ紹介をしていたが、短期間で終了。

## コーナー

### 定期コーナー
- 月・金曜 … 食は生きる力 今朝も元気にいただきます - フォーデイズ単独提供コーナー。“食”の重要性を再認識し「食でつくる健康」を追求し、食が持つ意味を考え、人生を楽しむためのより良い、「食べもの」や「食事」の在り方を毎月それらに関わるエキスパートを招いて話を聞く。月9回（聴取率調査週間がある月は7回）。2022年11月「米粉」[33]の回では上柳が病気から復帰直後だった為、東島衣里アナウンサーがメインで進行、上柳はアシスタントに回った。他にも上柳が体調不良等で収録に参加できない場合はニッポン放送アナウンサーが代役として出演することがある。
- 火曜 … 元気をチャージ！ごりごりタイム - ほねごり単独提供コーナー。健康維持の大切さについて専門家に話を聞く。
- 水曜 … あけの語りびと - 『うえやなぎまさひこのサプライズ!・10時のちょっといい話』『上柳昌彦のお早うGoodDay!・8時のGood Story』の流れを継ぐ朗読コーナーで、ある1人の生き様を物語風に読む。木曜のコーナーが始まるまでは唯一のコーナーであり、初回から放送。放送終了後、上柳の朗読とテキストが掲載される[34]。
- 木曜 … 観音温泉るんるんタイム -  観音温泉単独提供コーナー。観音温泉の創業当時の苦労話、施設やお湯の魅力、未来の展望などを鈴木和江会長に聞く。「ウルトラヒットの道標」がある週は休止となるが提供はそのまま付く。
- 公式ホームページ … あさぼらけ写真館 -リスナーから寄せられた写真を公式ホームページやX（Twitter）にて紹介する。

### 不定期コーナー
- ウルトラヒットの道標 - 2016年8月から聴取率調査週間（スペシャルウィーク）は、1人もしくは1組のアーティストをゲストに招きインタビューをし、その人物にスポットを当てるコーナーを実施。初回のゲストは大竹しのぶであったが、この際コーナー名が無くウィークリーゲスト扱いであった。原則5時台のみであるが、回によっては4時台にも行われる。また、ゲストは月曜日から金曜日まで1人5日通しが基本であるが、2022年8月29日 - 9月2日のように2人に分割したり（最初の3日はきたやまおさむ、残りの2日は清水ミチコ）、2022年6月13日 - 17日のように2人5日間（岩崎宏美&野口五郎）になることもある。2021年6月14日 - 18日は「ウルトラヒットの道標〜筒美京平からいきものがかり・あいみょんまでヒットするには理由(わけ)がある〜」と題して、通常では人物にスポットを当てるが、この週はゲストに音楽プロデューサー本間昭光を迎え様々なヒット曲に潜む「ヒットする理由(わけ)」をトークテーマとし、リスナーからは「昭和の名曲イントロ」を紹介して盛り上がった。2022年12月19日 - 23日は、中島みゆきを敬愛するアーティストの方々をゲストに中島みゆきの魅力を語る（※中島自身は登場せず[注釈 35]）「ウルトラヒットの道標〜中島みゆきリスペクト〜」と題して1週間通してクミコ、月曜から水曜までは半﨑美子、そして木曜・金曜はミッツ・マングローブを迎えトークを繰り広げた。
2024年1月29日 - 2月2日は「特別編」と銘打ち、上柳と同じ立教大学出身である徳光和夫との対談を予定していたが、上柳が喉の不調により直接の対談が困難になったことから、上柳がしたためた手紙の質問に徳光が答える形式（実質上、徳光の1人喋り）に変更して放送した[注釈 36]。
- あさぼらけ テレフォン - 2016年10月頃から始まった生電話コーナーで、5:25頃から実施していた。場合によってはエンディングなどにも行う。2017年4月からはコーナーが増えたため、上柳が思い付きでつなぐときのみ行う。2020年4月頃は新型コロナウイルスの影響により、リスナーの生活状況を知りたいとコーナーが一時的に復活した。2022年8月、夏休み特別企画として1ヶ月限定復活。10代や20代限定で、なぜ若いのに「あさぼらけ」を聴いているのか？現在、何をしてるのか？将来の夢は？などを聴いたりした。
- ニッポン放送交通情報（九段センター） - 5:14頃と5:49頃。（2017年10月以降は繁忙期のみ）

### 特設コーナー
- リオデジャネイロオリンピックリポート
- 平成メモリアルタイム - ニッポン放送に残る報道ニュース、スポーツ実況、過去の番組等の音源を使用して、平成30年間の事件、政治、災害、スポーツ、エンタメ史を1年ずつコンパクトにまとめた5分間のミニ番組[35]。
- パリオリンピックリポート

### 終了したコーナー
- ホテル三日月わらしべ長者リクエスト - 木曜5:25頃。2016年4月に入り、ホテル三日月のテーマが流れて以降、CMソングなどのリクエストが後を絶たなかったためにコーナー化。その最初がホテル三日月のテーマであったことから、スポンサーでないにもかかわらずこの様なコーナー名となった。上柳曰く、ホテル三日月の名は「勝手に使っている」とのこと[34]。なお、9月の異動で木曜担当が石田ディレクターに変更になったが、このコーナーのみ賀茂チーフディレクターが担当していた。木曜の5:25頃から放送されていたが、「あさぼらけ テレフォン」の開始とともに自然消滅した。
- ホッとミュージックリクエスト - 月曜5:20頃。リスナーの体験したホッとするお話と、ホッとする曲のリクエストを募集[36]。
- 東京新聞 presentsこちら特集部 - 火曜5:15頃。東京新聞単独提供コーナー。東京新聞の中から気になる記事をピックアップして紹介。
- エドワーズライフサイエンスpresentsいきいきハートモーニング - 火曜5:20頃。エドワーズライフサイエンス単独提供コーナー。いきいきとした生活をおくる為にも健康が一番！リスナーが実際に行っている健康法を紹介。またリスナーの夢や目標を紹介する。
- どきどきシニアライフ - 火曜5:20頃。リスナーからの「どきどき」した体験を募集し紹介。「第2回R65全国どきTuberコンテスト」の募集も行う。
- ガリバーpresents 車にちょっといい話 - 火曜5:20頃。ガリバー単独提供コーナー。リスナーからの「車にちょっといい話」を募集し紹介。ドライビングソングのリクエストも募る。
- 国連UNHCR協会 presents 未来ときぼうの贈り物 - 火曜5:20頃。国連UNHCR協会単独提供コーナー。 UNHCR（国連難民高等弁務官事務所）及び国連UNHCR協会の活動について同協会のスタッフを招いて話を聞く。
- JFマリンバンク海の天気予報 - 5:45頃から放送。東京湾・相模湾・伊豆諸島北部・千葉外房・茨城鹿島灘の風や波、干潮と満潮の時刻、天気予報と注意報・警報、東京の日の出・日の入りを伝えた。スポンサー降板で「海の天気予報」を企画ネットしていた全ラジオ局が放送を終了することに伴い、本番組も2019年3月29日でコーナーを終了。東京の日の出・日の入りは前述の「新聞チョキチョキ」の中で引き続き読み上げている。

## ネット局
- 火 - 金曜（月 - 木曜深夜）の『オールナイトニッポン0(ZERO)』とワンセットでネットしている[注釈 37]。火 - 金曜4時台後半においてはニッポン放送をキーステーションに、開始当初は9局ネットであったが、2025年春の改編時点では最大34局ネットとなっている。
- フルネット局は4・5時台に跨る放送となった場合、radikoのタイムフリー配信についてはシステムの仕様により4:30 - 5:00（前日の28:30 - 29:00）と5:00 - 6:00（当日の5:00 - 6:00）に2分割され、配信期間も約1日相当分異なる。

| 放送対象地域   | 放送局名                      | 放送時間                               | 放送開始                                      | 備考        |
| -------------- | ----------------------------- | -------------------------------------- | --------------------------------------------- | ----------- |
| 関東広域圏     | ニッポン放送（LF）            | 月曜 5:00 - 6:00 火 - 金曜 4:30 - 6:00 | 2016年3月28日 -                               | 制作局      |
| 兵庫県         | ラジオ関西（CRK）             | 月曜 5:00 - 6:00 火 - 金曜 4:30 - 6:00 | 2016年3月29日 -                               | [ 注釈 38 ] |
| 北海道         | STVラジオ                     | 月曜 5:00 - 6:00 火 - 金曜 4:30 - 6:00 | 2016年3月29日 - 2021年3月26日 2023年10月3日 - | [ 注釈 39 ] |
| 宮城県         | 東北放送（tbc）               | 火 - 金曜 4:30 - 5:00                  | 2016年3月29日 -                               |             |
| 栃木県         | 栃木放送（CRT）               | 火 - 金曜 4:30 - 5:00                  | 2016年3月29日 -                               |             |
| 茨城県         | LuckyFM茨城放送               | 火 - 金曜 4:30 - 5:00                  | 2016年3月29日 -                               | [ 注釈 40 ] |
| 京都府・滋賀県 | 京都放送（KBS） KBS滋賀       | 火 - 金曜 4:30 - 5:00                  | 2016年3月29日 -                               |             |
| 高知県         | 高知放送（RKC）               | 火 - 金曜 4:30 - 5:00                  | 2016年3月29日 -                               |             |
| 福岡県         | 九州朝日放送（KBC）           | 火 - 金曜 4:30 - 5:00                  | 2016年3月29日 -                               | [ 注釈 41 ] |
| 新潟県         | 新潟放送（BSN）               | 火 - 金曜 4:30 - 5:00                  | 2020年3月31日 -                               | [ 注釈 42 ] |
| 富山県         | 北日本放送（KNB）             | 火 - 金曜 4:30 - 5:00                  | 2020年9月29日 -                               | [ 注釈 43 ] |
| 長野県         | 信越放送（SBC）               | 火 - 金曜 4:30 - 5:00                  | 2020年9月29日 -                               | [ 注釈 44 ] |
| 愛媛県         | 南海放送（RNB）               | 火 - 金曜 4:30 - 5:00                  | 2020年9月29日 -                               | [ 注釈 44 ] |
| 青森県         | 青森放送（RAB）               | 火 - 金曜 4:30 - 5:00                  | 2021年3月30日 -                               | [ 注釈 45 ] |
| 静岡県         | 静岡放送（SBS）               | 火 - 金曜 4:30 - 5:00                  | 2021年3月30日 -                               | [ 注釈 45 ] |
| 長崎県・佐賀県 | 長崎放送（NBC） NBCラジオ佐賀 | 火 - 金曜 4:30 - 5:00                  | 2021年3月30日 -                               | [ 注釈 45 ] |
| 香川県         | 西日本放送（RNC）             | 火 - 金曜 4:30 - 5:00                  | 2021年3月30日 -                               | [ 注釈 46 ] |
| 沖縄県         | ラジオ沖縄（ROK）             | 火 - 金曜 4:30 - 5:00                  | 2021年3月30日 -                               | [ 注釈 47 ] |
| 山梨県         | 山梨放送（YBS）               | 火 - 金曜 4:30 - 5:00                  | 2021年9月28日 -                               | [ 注釈 45 ] |
| 石川県         | 北陸放送（MRO）               | 火 - 金曜 4:30 - 5:00                  | 2021年9月28日 -                               | [ 注釈 45 ] |
| 鹿児島県       | 南日本放送（MBC）             | 火 - 金曜 4:30 - 5:00                  | 2021年9月28日 -                               | [ 注釈 45 ] |
| 秋田県         | 秋田放送（ABS）               | 火 - 金曜 4:30 - 5:00                  | 2022年3月29日 -                               | [ 注釈 45 ] |
| 福島県         | ラジオ福島（RFC）             | 火 - 金曜 4:30 - 5:00                  | 2022年3月29日 -                               | [ 注釈 45 ] |
| 山口県         | 山口放送（KRY）               | 火 - 金曜 4:30 - 5:00                  | 2022年3月29日 -                               | [ 注釈 45 ] |
| 熊本県         | 熊本放送（RKK）               | 火 - 金曜 4:30 - 5:00                  | 2022年3月29日 -                               | [ 注釈 45 ] |
| 宮崎県         | 宮崎放送（MRT）               | 火 - 金曜 4:30 - 5:00                  | 2022年3月29日 -                               | [ 注釈 45 ] |
| 岩手県         | IBC岩手放送（IBC）            | 火 - 金曜 4:30 - 5:00                  | 2022年9月27日 -                               | [ 注釈 45 ] |
| 福井県         | 福井放送（FBC）               | 火 - 金曜 4:30 - 5:00                  | 2022年9月27日 -                               | [ 注釈 46 ] |
| 島根県・鳥取県 | 山陰放送（BSS）               | 火 - 金曜 4:30 - 5:00                  | 2022年9月27日 -                               | [ 注釈 45 ] |
| 大分県         | 大分放送（OBS）               | 火 - 金曜 4:30 - 5:00                  | 2022年9月27日 -                               | [ 注釈 45 ] |
| 岡山県         | RSK山陽放送                   | 火 - 金曜 4:30 - 5:00                  | 2023年10月3日 -                               | [ 注釈 45 ] |
| 山形県         | 山形放送（YBC）               | 火 - 金曜 4:30 - 5:00                  | 2024年4月2日 -                                | [ 注釈 45 ] |
| 徳島県         | 四国放送（JRT）               | 火 - 金曜 4:30 - 5:00                  | 2025年4月1日 -                                | [ 注釈 45 ] |
| 広島県         | 中国放送（RCC）               | 水 - 金曜 4:30 - 5:00                  | 2024年4月3日 -                                | [ 注釈 48 ] |

## 放送時間変更・番組休止・ネット返上
- 2017年12月25日 - 『三四郎のオールナイトニッポン0(ZERO) ラジオ・チャリティー・ミュージックソンスペシャル』ならびに『ラジオ・チャリティー・ミュージックソン（2日目）』のため休止。ただし月曜日のためニッポン放送のみ。
- 2018年1月1日 - 『三四郎のオールナイトニッポン年越し初笑いスペシャル』ならびに『ニッポン放送新春スペシャル 飯田浩司のわんダフル初日の出 in 犬吠埼』放送のため休止。ただし月曜日のためニッポン放送のみ。
- 2018年4月2日 - 5:00からロサンゼルス・エンゼルスに所属する大谷翔平のMLB投手での先発初登板となる、『ショウアップナイタースペシャル　メジャーリーグベースボール　オークランド・アスレチックス×ロサンゼルス・エンゼルス』中継（解説：AKI猪瀬、実況：洗川雄司）が組まれたため休止。ただし月曜日のためニッポン放送のみ[39]。ただし、この試合が休止となった場合に限って放送される予定だった。
- 2018年7月3日 - 2:40からニッポン放送では『2018 FIFAワールドカップ・決勝トーナメント ベルギー×日本』が中継された。4時台はサッカー中継を放送しない東北放送・茨城放送・栃木放送・KBS京都（滋賀）・ラジオ関西・高知放送へ向けて裏送りして放送。その後ニッポン放送では5:10から放送された。（5:00-5:10は番組放送休止）
- 2018年9月6日 - 番組開始前の3:08に北海道胆振東部地震が発生、発生時は『乃木坂46 新内眞衣のオールナイトニッポン0(ZERO)』が放送中であったが、上柳と『ミュ〜コミ+プラス』担当後からスタジオ待機していた吉田尚記で地震情報を挿入して伝えたほか、当番組も地震関連の情報が中心の放送となった[40]。STVラジオは独自に報道特別番組を組んだためネットを返上した。
- 2018年12月10日 - ニッポン放送スペシャルウィーク。月曜日だが、『ニッポン放送3時間生放送スペシャル 「RADIO GA GA ～We Love Queen」』のあと4:30から拡大放送[41]。
- 2018年12月25日 - 『Kis-My-Ft2のオールナイトニッポン0(ZERO)ラジオ・チャリティー・ミュージックソンスペシャル』ならびに『ラジオ・チャリティー・ミュージックソン（2日目）』のため休止。ネット局も『Kis-My-Ft2のオールナイトニッポン0』を放送。
- 2019年1月1日 - 『三四郎のオールナイトニッポン2019年新春初笑いスペシャル』ならびに『ニッポン放送新春スペシャル 春風亭一之輔と松本秀夫 初日の出おめでたいラジオ』放送のため休止。ネット局も『三四郎のオールナイトニッポン』を放送。
- 2019年2月4日 - ニッポン放送スペシャルウィーク。月曜日だが、『ニッポン放送3時間生放送スペシャル 『Rock and Roll All Nite～We Love KISS』のあと4:30から拡大放送[42]。
- 2019年7月11日 - 12日、16日 - 19日 - 『第25回参議院議員通常選挙 東京都選挙区政見放送』を4:20-5:00まで放送する為、4時台はネット局へ裏送りし、ニッポン放送のみ5:00からの短縮放送を取った。
- 2019年7月15日- 前述の政見放送に加え、『ニッポン放送開局65周年記念特別番組〜あなたとRock&Go!』の放送のため全編休止となるが放送開始から9:00までの『 ～1950年代・1960年代・1970年代編～ 』は上柳がパーソナリティを務めた。ただし月曜日のためニッポン放送のみ。
- 2019年12月25日 - 『Kis-My-Ft2のオールナイトニッポン0(ZERO)ラジオ・チャリティー・ミュージックソンスペシャル』ならびに『ラジオ・チャリティー・ミュージックソン（2日目）』のため休止。ネット局も『Kis-My-Ft2のオールナイトニッポン0』を放送。
- 2020年1月1日 - 『三四郎のオールナイトニッポン 2020年新春初笑いスペシャル』ならびに『ニッポン放送新春スペシャル　スポーツイヤー START UP 2020』放送のため休止。ネット局も『三四郎のオールナイトニッポン』を放送。
- 2020年6月30日 - 7月3日 - 『2020年東京都知事選挙政見放送』を3:55-5:00まで放送するため、4時台はネット局へ裏送りし、ニッポン放送のみ5:00からの短縮放送を取った。
- 2020年12月25日 - 『Kis-My-Ft2＆SixTONESのオールナイトニッポン0(ZERO)ラジオ・チャリティー・ミュージックソンスペシャル』ならびに『ラジオ・チャリティー・ミュージックソン（2日目）』のため休止。ネット局も『Kis-My-Ft2＆SixTONESのオールナイトニッポン0』を放送。
- 2021年3月17日 - 18日 - 『2021年千葉県知事選挙政見放送』を4:30-5:00まで放送するため、4時台はネット局へ裏送りし、ニッポン放送のみ5:00からの短縮放送。
- 2022年3月17日 - 前夜の23:36に福島県沖地震が発生、発生後すべての番組が休止し地震情報を伝え、上柳も『佐久間宣行のオールナイトニッポン0(ZERO)』を差し替える形で放送された報道特別番組の3時台を請け負いつつ、当番組はテーマ曲など流れを通常編成に戻しつつも地震関連情報を中心に放送した。東北放送は独自に報道特別番組を組んだためネットを返上した。
- 2022年8月1日 - 上柳の誕生日でもあるこの日、月曜日だったが関東ローカルで4:30からの拡大放送を実施。4時台はこの日開館53年を迎えた箱根彫刻の森美術館での屋内外の新しい展示や、ピカソ館の展示物の一部リニューアルの紹介や作者へのインタビュー等で構成した内容を放送[43]。
- 2022年8月15日 - この日は月曜日だったが、関東ローカルで4:30からの拡大放送を実施。終戦の日の特別企画として戦争経験者でもある倉本聰にロングインタビューを行った模様を放送した。
- 2023年8月24日 - 直前の3時54分[注釈 49]に北朝鮮からミサイルが発射された事により、沖縄県に国民保護に関する情報が発動された事から、関連情報を伝えた他、4時45分頃に行われた松野官房長官の記者会見も生で伝えた。
- 2023年9月18日 - 『ラグビーワールドカップ2023』 グループステージ第2戦　「日本 × イングランド」（解説:山田章仁・真壁伸弥、実況:洗川雄司）を3:45 - 6:15まで中継するため休止。ただし月曜日のためニッポン放送のみ。
- 2023年11月20日 - この日は月曜日だったが、関東ローカルで4:30からの拡大放送を実施。同月12日に開催され上柳が司会を務めた『imagine studio2023 ザ･ビートルズ ラストソングと新たな聖典 赤と青のヒミツ』の模様を4時台に放送した[44]。
- 2023年12月25日 - 『ラジオ・チャリティ・ミュージックソン（2日目）』ののため休止となるが、上柳は本番組の放送時間である5:00 - 6:00はパーソナリティーを務め、6:00 - 12:00まではアシスタントとして出演した。ただし月曜日のためニッポン放送のみ。
- 2024年1月1日 - 番組初となるお正月特番として『上柳昌彦 内田雄基 あさぼらけ新春スペシャル お正月の居場所は心（ここ）にある[注釈 50]』を5:00 - 8:00まで放送。ただし月曜日のためニッポン放送のみ。また、「心のともしび」と『OK! Cozy up!』で放送中の「黒木瞳のあさナビ」および「羽田美智子のいってらっしゃい」は通常通り放送。
- 2024年7月15日 - 『ニッポン放送開局70周年特別番組「笑顔にナーレ！」』放送のため休止となるが、上柳は5:00から8:00までの『ラジオが報じたニュース70年史』にて飯田浩司と共にパーソナリティを務めた[45]。ただし月曜のためニッポン放送のみ。
- 2024年12月25日 - 『あののオールナイトニッポン0(ZERO)～ラジオ・チャリティ・ミュージックソンスペシャル～』および『ラジオ・チャリティ・ミュージックソン（2日目）』放送のため休止。『あののオールナイトニッポン0(ZERO)』はネット局でも放送し、上柳は『ラジオ・チャリティ・ミュージックソン（2日目）』において5:00から8:00までアシスタントとして出演した[46]。
- 2025年8月11日 - この日は月曜日だったが、関東ローカルで4:30からの拡大放送を実施。4時台はこの日ニッポン放送のレギュラー番組にて行われた特別企画『昭和100年ステーション』[47]のトップバッターとして「うえさんぽ～昭和100年巡り～」と題して上柳と放送作家の望月崇史が富士見橋、愛宕山、渋谷にてロケを行った模様を放送した[48]。

※このうち、政見放送期間中に、ニッポン放送で聴いているリスナーから「（番組を冒頭の4時半から聴くために）Radikoのエリアフリー機能を用いて他のネット局で聴いている」という投稿が度々寄せられるが、上柳は往々にして「ニッポン放送を聴取できる方は基本的には『あさぼらけ』ではなく政見放送を聴いて投票の参考にしてください」とコメントしている。なお、ニッポン放送を始めとして在京各局ではネット番組を含めてほとんどの時間をワイド番組が占めているが、さまざまな理由で短縮や返上が難しく、そのうえ立候補者が多いこともあり、やむなく深夜早朝に移して放送するケースが多い。

## 番組内外での出来事
- 2016年4月7日の「ラジオリビング」のコーナーに笑福亭鶴瓶が生乱入した。上柳と共演している『笑福亭鶴瓶 日曜日のそれ』で「うえちゃんの新しい番組が始まったら、1度顔出すわぁ！」と発言していて有言実行となった。
- 2019年6月19日深夜（20日）に放送された、水曜日深夜（木曜日）の前番組である『佐久間宣行のオールナイトニッポン0(ZERO)』で伊集院光がゲスト出演した際、佐久間と伊集院がトーク中で上柳のことをイジっていたので、弁明するために急遽乱入し3人でクロストークを繰り広げた。
- 2021年6月13日深夜（14日）の1:30 - 3:00で『上柳昌彦 あさぼらけ 増刊号』と題した聴取率調査週間の呼び水的番組を放送。当該時間の特別番組は『上柳昌彦のサウンドコレクション〜WANIMA特集〜』以来であるが、それとは違う純然たるスピンオフ番組である。
- 2021年10月21日の放送では前日「1日PR局長」を務めていた松田聖子に4時台のインタビューをし、最後に上柳が「5時冒頭のタイトルコール」を懇願、松田は快諾してタイトルコールを行った。
- 2022年1月20日の放送は前日からニッポン放送の番組に断続的に出演（ラジオジャック）していた新内眞衣によってタイトルコールが行われ、特例として4時台はニュースパート以外のすべてに出演した。
- 2022年3月29日、前日に番組放送が満6年となったが、上柳とスタッフは放送回数を把握しておらず不明であった。2名のリスナーが今までの回数をカウントして2人の回数が一致したのでこの日（3月29日）が「第1558回」と公式として採用し、放送回数が判明した。翌日に別の人も検証して3人とも回数が一致[49]。
- 2022年3月29日深夜（30日）に放送された、火曜日深夜（水曜日）の前番組である『Creepy Nutsのオールナイトニッポン0(ZERO)（最終回）』では、この番組で上柳が冒頭で触れたトピックスから、その時の番組内容を逆算するクイズ企画『クイズ！上柳昌彦 あさぼらけ』が放送された。
- 2022年4月19日深夜（20日）に放送された『星野源のオールナイトニッポン』でスペシャルウィーク企画「箱番組総選挙2022」を実施。上柳は『ポメラニアン(わかばくん)と上柳昌彦のオールナイトニッポン』のパーソナリティを担当し、リスナー投票で1位になったことを受けて急遽エンディングに乱入した。
- 2022年6月2日、前日に行われた『第59回ギャラクシー賞』授賞式の司会を務めるため上京していた、長崎放送アナウンサーで小説家の村山仁志が乱入。上柳自身も過去に受賞した同賞の話題を繰り広げた[50]。
- 2022年9月15日の4時台ではラジオ福島の番組パーソナリティ大和田新アナウンサーの紹介で冨山雄一[注釈 51]（オールナイトニッポンプロデューサー）が福島第一原子力発電所に行き、取材し現状をレポートした。元々は上柳も同行して取材する予定だったが体調不良の為、断念した[51]。
- 2022年12月2日、『2022 FIFAワールドカップ・グループE　日本×スペイン』が同時間帯で行われていた。番組では共同通信社の配信で、試合展開を随時速報で入れた。ハーフタイム中には東京タワーの麓にあるパブリックビューイングの会場から、大泉健斗アナウンサーが会場の状況を中継。試合終了後には急遽エンディングで、内田雄基アナウンサーが「歓喜で人が溢れている」渋谷スクランブル交差点での様子を中継した[52]。
- 2023年1月3日の4時台に4:39から「南極の昭和基地」より生中継を行った。フジテレビ南極取材班が伝えている『南極プロジェクト〜地球のミライ〜』の大塚隆広記者と上柳がやり取りして約20分間の生中継をした。
- 2023年12月8日、5時台の放送が2000回を迎えた。

## 番組本
- 居場所は“心（ここ）”にある（2023年11月30日、扶桑社、著：上柳昌彦と仲間たち）ISBN 978-4594096328